# Odenberg

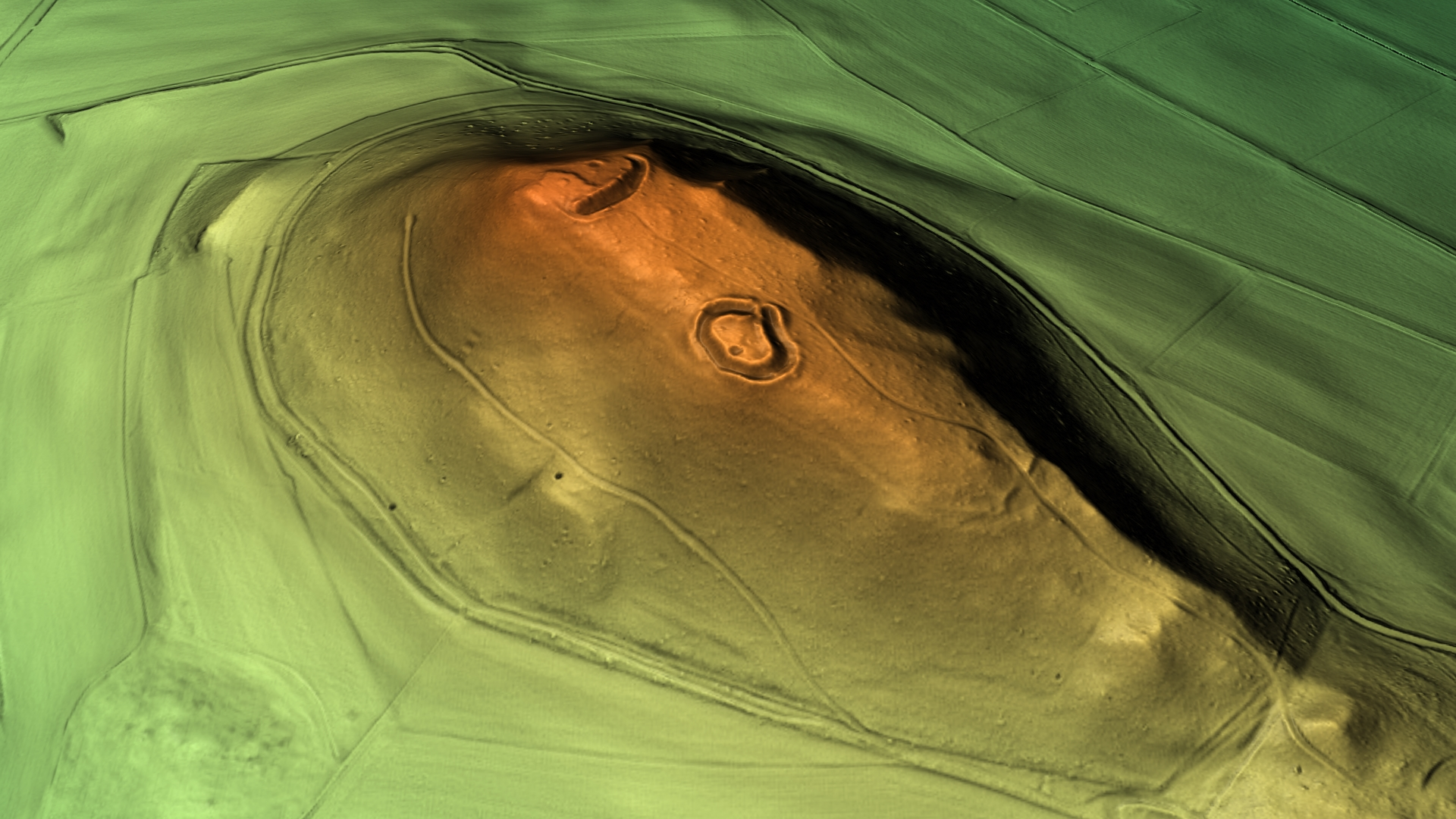
Digitales Reliefbild des Odenbergs

Der Odenberg ist eine 381,2 m ü. NHN hohe Basaltkuppe im Westhessischen Bergland bei Gudensberg im Schwalm-Eder-Kreis in Nordhessen (Deutschland).
Auf dem Hochplateau des Odenbergs befinden sich zwei Ringwallanlagen und ein Aussichtsturm Odenbergturm, von dem man einen schönen Blick auf weite Teile Nordhessens hat. Der Berg, an dessen Nordhang Bärlauch wächst, ist mit dichtem Laubwald überzogen. Holzwirtschaftlich wurde die Hainbuche angepflanzt. Ein Waldlehrpfad führt um den Berg. 

## Geographische Lage
Der Odenberg erhebt sich als Teil der Gudensberger Kuppenschwelle in der Westhessischen Senke mit seiner höchsten Stelle rund 2 km nordnordöstlich der Kernstadt von Gudensberg bzw. rund 2 km westlich vom Gudensberger Stadtteil Dissen.
Am Nordosthang entspringt der Glisborn und südwestlich fließt der Ems-Zufluss Goldbach. Nordwestlich des Odenbergs erstrecken sich die waldreichen Langenberge, und östlich liegt der felsige Basaltkegel Scharfenstein. Südöstlich führt die Bundesautobahn 49 am Berg vorbei. Westlich des Bergs verläuft die Landesstraße 3221 von Gudensberg nach Besse, an der sich nahe der Sattelhöhe ein kleiner Parkplatz befindet. Von hier führt ein Wirtschaftsweg zum Rundweg um den Berg. Der Gipfel des Odenbergs ist vom Rundweg aus über die steilere Nordwestseite auf einem recht beschwerlichen Trampelpfad oder über die flacher abfallende Südostseite auf einem Waldweg erreichbar. 

## Geschichte
Am Odenberg wurden 1938 Siedlungsgebiete aus der Zeit um 4000 bis 1000 v. Chr. gefunden, und nahe dem mittelalterlichen Kasseler Kreuz wurde eine Bandkeramik-Grabstätte des 10. Jahrhunderts v. Chr. aus der Hallstattzeit entdeckt. Südlich des Bergs wurden bei Ausgrabungen viele Funde aus der Bronze- (2200 bis 1200 v. Chr.) und Eisenzeit (1200 bis 450 v. Chr.) entdeckt. Auf dem Odenberg befinden sich zwei Ringwallanlagen mit vorgelagerten Gräben, vermutlich aus dem Frühmittelalter (6. – 11. Jahrhundert). Viele Ausgrabungsexponate vom Odenberg befinden sich heute im Hessischen Landesmuseum in Kassel.
1154 wird der Berg als Wuodenberg urkundlich erwähnt. Im 17. Jahrhundert wurde an der Südseite ein Hinrichtungsplatz für die Hexenverfolgung angelegt. 1662 wurden auf dem Hinrichtungsplatz am Odenberg vier Frauen aus Besse als Hexen verbrannt.

## Sagen und Mythen
Um den Odenberg ranken sich zahlreiche Sagen. Der germanische Gott Wodan soll mit seinem Wilden Heer im Odenberg wohnen, seit er durch die Christianisierung aus der Gegend vertrieben wurde. Ursprünglich war in Gudensberg ein Wodansheiligtum; mit dem Christentum verlagerte sich der alte Volksglaube dann vermutlich auf den Odenberg. So war es in vielen vormals heidnischen Gegenden üblich, dass man zwar zum Christengott betete, jedoch zunächst den alten Göttern „vorsorglich“ auch noch die Ehre erwies.
Eine andere Sage berichtet von einer blutigen Schlacht im Umfeld des Odenbergs, die Karl der Große gegen die Sachsen geschlagen haben soll. Von der siegreichen Schlacht völlig entkräftet soll sich der Kaiser mit seinem Heer auf den Berg zurückgezogen haben, und die Wüstung Karlskirchen soll an diese Schlacht erinnern. Von einer Schlacht am Berg ist jedoch historisch nichts überliefert. Der Kaiser aber schläft, als so genannter bergentrückter Held, der Sage nach im Odenberg und wird irgendwann auferstehen und seine Herrschaft wieder aufnehmen. Dieser Sage widmete der Gudensberger Bibliothekar und Heimatdichter Hugo Brunner sein Gedicht Kaiser Karl im Odenberg.

## Odenbergturm

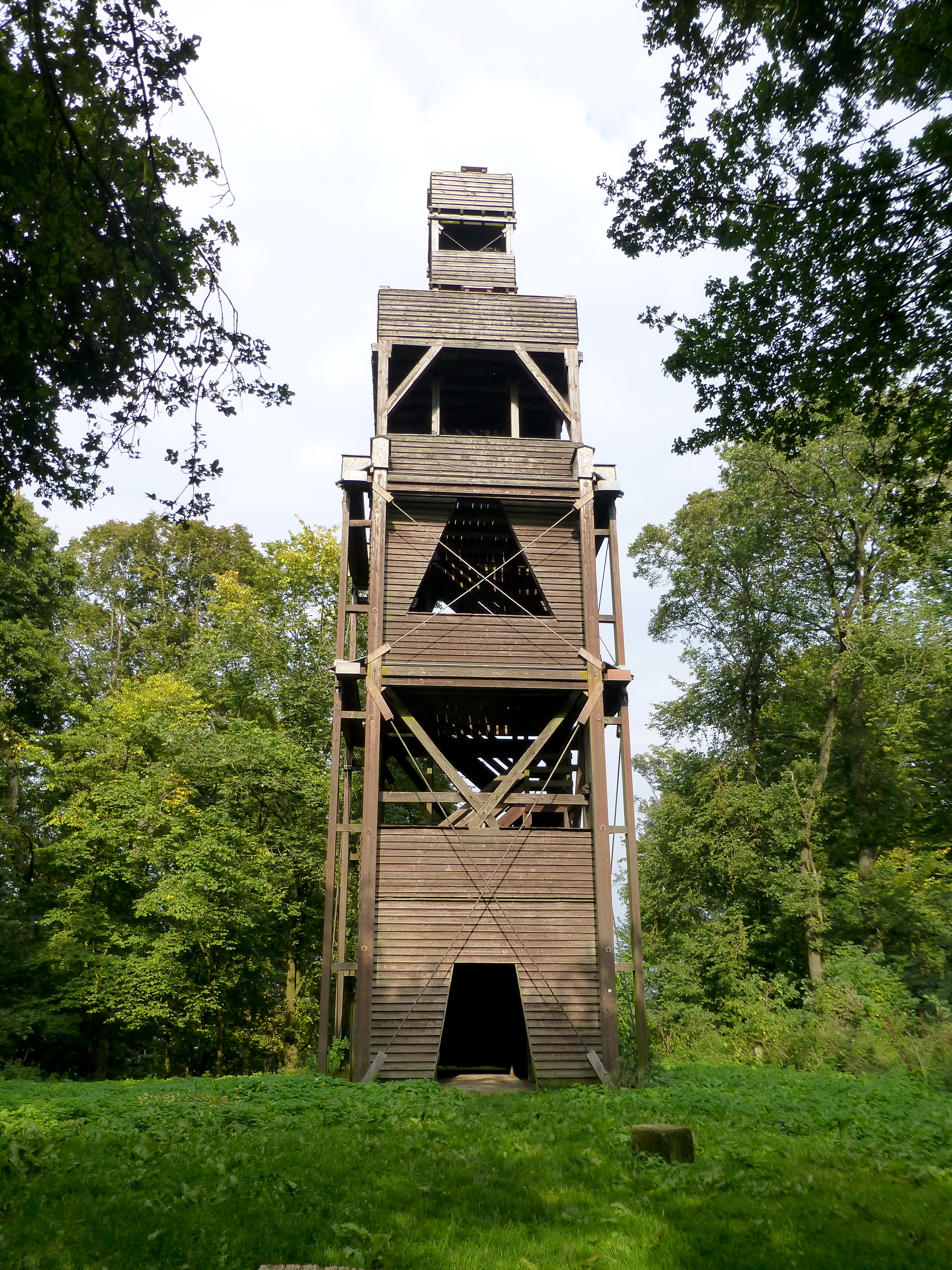
Odenbergturm

Der Odenbergturm ist ein etwa 21,5 m hoher Aussichtsturm in Holzbauweise mit sechs Plattform-Ebenen. Er hat am Turmfuß eine Kantenlänge von 4,5 m und steht auf einer kleinen Lichtung nahe dem höchsten Punkt des Berges. Ein 9 m hoher, hölzerner Aussichtsturm wurde 1885 errichtet. Im Jahre 1982 wurde im Hinblick auf das anstehende 100-jährige Bestehen des Turms im Jahre 1985 die „Aktionsgemeinschaft Odenbergturm“ gegründet, die 1983 im Zusammenwirken mit der Stadt den alten Turm von Grund auf instand setzte und auf nunmehr 17 m erhöhte. Zur Unterstützung dieses Wiederaufbaus gab der Künstler Josef Mertin 1985 die Sammlung heimischer Sagen mit dem Titel „Der Berg der Blauen Blume“ heraus.

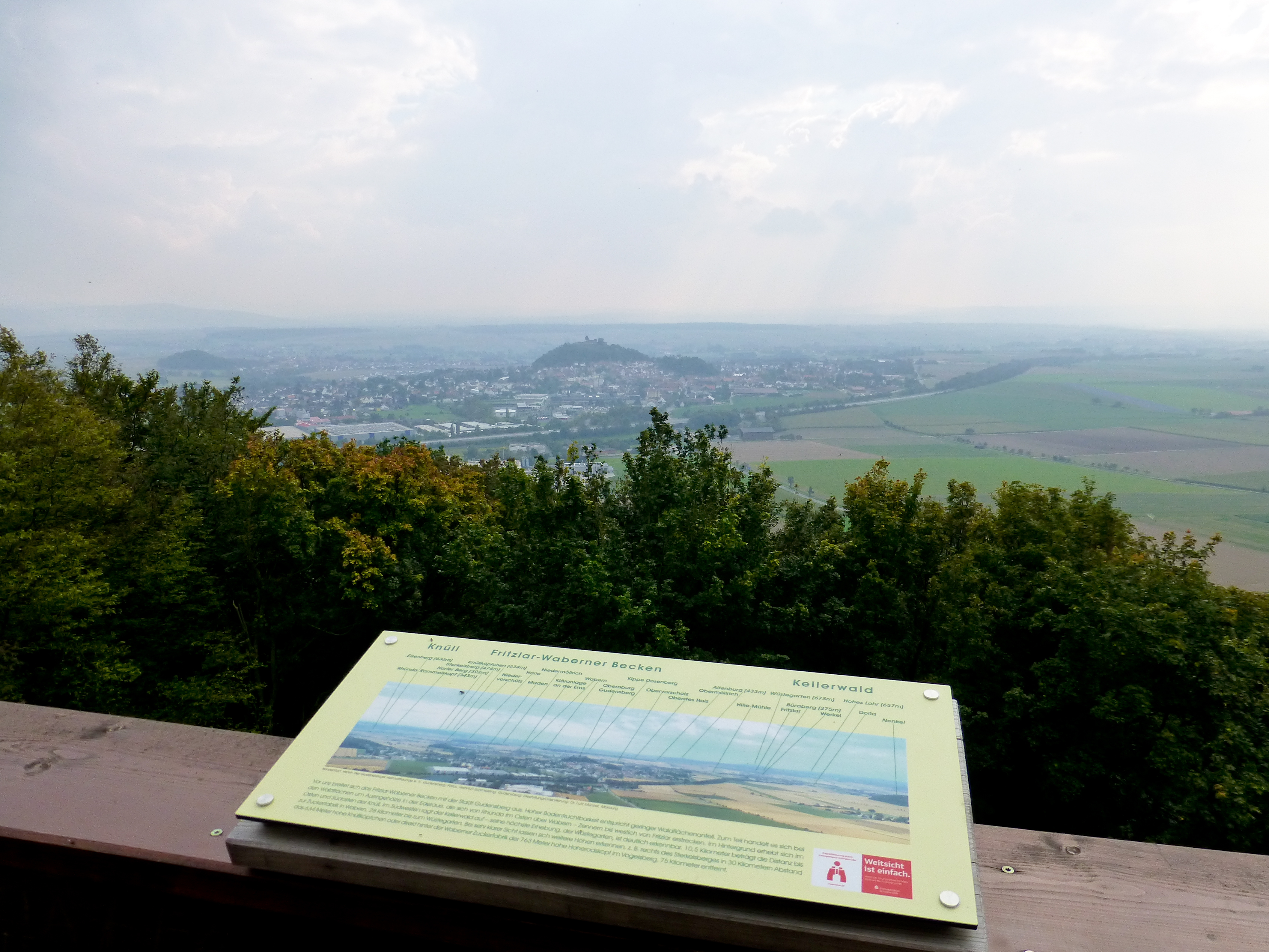
Blick vom Turm auf Gudensberg

1991 wurde der Turm ein weiteres Mal saniert und erhöht, wobei die beiden obersten, deutlich kleineren Turmebenen mittig auf die vierte Plattform aufgesetzt wurden. Sie haben eine Kantenlänge von etwa 1,7 m, liegen 2,3 m bzw. 4,6 m über der vierten Plattform und sind über steil angebrachte Leitern erreichbar. Insgesamt sind bis zur obersten Plattform 96 Stufen zu bewältigen. Die beiden Aussichtsplattformen der vierten und sechsten Ebene sind jeweils mit Orientierungstafeln versehen.
Vom Odenbergturm hat man eine Rundsicht auf weite Teile der nordhessischen Basaltkuppenlandschaft. Vorbei an den Langenbergen blickt man in Richtung Norden über Kassel hinweg bis zum Reinhardswald. Nordostwärts schaut man zum Kaufunger Wald, nach Ostnordosten zur Söhre, in Richtung Süden über Gudensberg und die Niederungslandschaft der Eder hinweg zum Knüll und nach Südwesten zum Kellerwald.
Am Odenbergturm befindet sich einer der Stempelpunkte für den Pass zur Teilnahme an Wanderungen im Naturpark Habichtswald, dem  „Mittelgebirgsstürmer“-Pass.

## Literarische Erwähnung
Die romantische Schriftstellerin Eugenie John, die unter dem Pseudonym Eugenie Marlitt für die Zeitschrift Die Gartenlaube schrieb, verarbeitete in ihrem Roman Goldelse 1866 literarisch den Odenberg als fiktiven Handlungsort.
Wilhelm Ide schreibt über den Odenberg in seiner Erzählung „Das Rote Haus“:

„Auf dem Odenberge, der Odins Namen durch die Jahrtausende trägt, hat der Pfarrer den Lauschenden vom Quinten erzählt, vom verzauberten Kaiser Karl, der im Bergschoß schlummert und alle sieben Jahre im Mondenlicht aus den Schluchten stürmt mit seinen Heerscharen, um gen Süden zu ziehen, bis ihn der erste Hahnenschrei in die unterirdischen Hallen zurückscheucht; und doch immer sind alle großen Geschehnisse im Hessenland in solche Quintenjahre gefallen.“

Ähnliche Sagen gibt es über den Desenberg bei Warburg, über den Kyffhäuser in Thüringen sowie über den Untersberg bei Bad Reichenhall.
Die „Sage vom Kind im Odenberg“ verfasste 1986 Heinz-Lothar Worm.